# 格奧尔基·阿塔纳索夫
格奧尔基·伊万诺夫·阿塔纳索夫（羅馬化：Georgi Ivanov Atanasov；1933年7月25日—2022年3月31日），保加利亚政治人物，保加利亚共产党领导人，1986－1990年担任保加利亚部长会议主席。
1986年3月23日保加利亚第八届国民议会上被选为部长会议主席，1989年11月阿塔纳索夫支持罢免托多尔·日夫科夫的国务委员会主席职务，并加入佩特尔·姆拉德诺夫领导的党内反对派。1992年11月，他因挪用公款被判十年监禁。